# Ta trzcina żyje
Ta trzcina żyje (ang. The Living Reed) – amerykańska powieść nagrodzonej Nagrodą Nobla Pearl S. Buck z 1963. W Polsce ukazała się w 2010, nakładem wydawnictwa Muza S. A., w tłumaczeniu Jędrzeja Burakiewicza i Jędrzeja Polaka. Powieść opowiada historię arystokratycznej koreańskiej rodziny Kim. 

## Fabuła
1881 rok, rządy ostatniej koreańskiej królowej Joseon. Il-han jest wysoko postawionym uczonym. Wiedzie szczęśliwe życie wraz ze swoją małżonką. Choć jego związek został wybrany przez rodziców, para kocha się i jest szczęśliwa. Il-han jest też ojcem kilkuletniego chłopca. Historia zaczyna się w chwili, w której na świat przychodzi drugie dziecko Il-hana. Chłopiec rodzi się zdrowy, ale z niewielkim defektem ucha.